# Wilejka
Wilejka (belarussisch Віле́йка Vilejka, polnisch Wilejka, litauisch Vileika, historisch Vialejka) ist eine Stadt und die Hauptstadt des gleichnamigen Rajons in der Republik Belarus in der Minskaja Woblasz mit rund 30.000 Einwohnern.

## Geografie
Wilejka liegt im nordwestlichen Teil der Woblast Minsk unweit der Stadt Maladsetschna am rechten Ufer des Flusses Wilija (lit. Neris), der hier aufgestaut wird. Wenige Kilometer nördlich befindet sich der Naratsch-See mit seinem umgebenden Naturschutzgebiet.

## Wappen
Beschreibung: In Rot ein schräglinker silberner  Balken auf dem ein goldenes Boot mit zwei silbernen Stapeln (Baumwollballen) und einer goldenen Getreideähre  nach dem Schildfuß schwimmt.

## Geschichte
Erstmals erwähnt im Jahre 1599, wurde Wilejka nach der dritten Teilung Polens 1795 zu einer Kreishauptstadt im Gouvernement Minsk (ab 1843 im Gouvernement Wilna). Nach dem polnisch-russischen Krieg fiel die Stadt 1920 an den wieder erschaffenen polnischen Staat und wurde zum Zentrum des Bezirks Wilejka in der Woiwodschaft Wilno (heute: Vilnius/Litauen). 1939 wurde Wilejka von der Roten Armee besetzt und fiel im Zuge des Molotow-Ribbentrop-Paktes an die Sowjetunion. Die Stadt war nunmehr das Zentrum des Bezirks Wilejka in der Weißrussischen SSR. Nach dem Überfall Hitlers auf die Sowjetunion wurden mehrere hundert Menschen, hauptsächlich verwundete und kranke polnische Kriegsgefangene von den sowjetischen Truppen vor ihrem Abzug am 24. Juni 1941 ermordet.
Vom 26. Juni 1941 bis zum 3. Juli 1944 war die Stadt von der deutschen Wehrmacht okkupiert, die insgesamt 6972 jüdische Einwohner ermordete und Wilejka bis auf die Grundmauern zerstörte.
Siehe auch: Synagoge (Wilejka)

## Verkehr
Wilejka liegt an mehreren Nebenverbindungen sowohl im Schienen- als auch im Straßenverkehr. Deren wichtigste ist die Bahnverbindung von Maladsetschna nach Polazk.

## Sonstiges
In der Nähe von Wilejka befindet sich ein großer Längstwellensender und der größte Stausee in Belarus.

## Persönlichkeiten
- Vitali Alekseenok (* 1991), Dirigent
- Iwan Litwinowitsch (* 2001), Trampolinturner und Olympiasieger 2024